# Kevlarsjäl (film)
Kevlarsjäl är en  svensk dramafilm som hade premiär på Göteborg Film Festival den 29 januari 2025 där den tävlade i Nordic competition. Filmen är regisserad av Maria Eriksson-Hecht. Manus är skrivit av Pelle Rådström med en story av Maria Eriksson-Hecht och Pelle Rådström. Filmen är producerad av Zentropa Sweden. Filmens titel kommer från Kents låt med samma namn. Svensk biopremiär är 22 augusti 2025. 

## Handling
Kortsynopsis: När kärleken kommer in i tonårsbröderna Alex och Robins liv raseras deras skyddande symbios. För en av dem blir det starten på en läkande process, för den andre de första stegen mot den totala katastrofen.
Längre synopsis: Alex har alltid sett det som sin uppgift att hålla ordning på sin impulsive lillebror Robin och sin våldsamma och missbrukande krigsveteran till pappa. Vad Alex själv vill eller behöver har han knappt reflekterat över förrän han träffar Ines. Hon ger Alex en glimt av allt det där som han försakat: kärlek, intimitet, tonårsliv. Men när Alex för en stund släpper taget om sin familj, så lämnar det snart lillebror Robin i fritt fall. Där Alex med hjälp av kärleken öppnar en glipa i kevlaret kring sin själ, kommer Robin att låta det hårdna än mer i den våldsamma miljö som han blir indragen i.

## Rollista (i urval)
| Josef Kersh          | – Alex   |
| Rio Svensson         | – Robin  |
| Adja Sise Stenson    | – Ines   |
| Jonay Pineda Skallak | – Dennis |
| Torkel Petersson     | – Bo     |
| Tyrone Michele       | – Nabil  |